# Ante Čačić
Ante Čačić (Zagreb, 29 september 1953) is een Kroatisch voetbaltrainer. Hij was een van de eerste tien voetbalcoaches in Kroatië die de UEFA Pro Licence verkreeg.

## Trainerscarrière
Aan het begin van zijn carrière bracht Čačić voetbalclubs als NK Dubrava en NK Inter Zaprešić naar de hoogste voetbaldivisie, de Prva HNL. Voorheen was hij actief als voetbalcoach bij NK Zadar, NK Osijek, NK Slaven Belupo Koprivnica, NK Kamen Ingrad, NK Sesvete en NK Lokomotiva Zagreb.
In september 2015 stelde de Kroatische voetbalbond Čačić aan als nieuwe bondscoach van het Kroatisch voetbalelftal, nadat Niko Kovač eerder werd ontslagen. Hij tekende een contract voor drie jaar. Čačić begon zijn periode als bondscoach met een 3–0 thuisoverwinning op Bulgarije op 10 oktober 2015, waardoor Kroatië zicht hield op directe plaatsing voor het EK. Kroatië plaatste zich definitief voor het EK door de 0-1 winst in de laatste kwalificatiewedstrijd tegen Malta op 13 oktober 2015. Kroatië werd op 26 juni in de achtste finale tegen Portugal uitgeschakeld na een doelpunt van Ricardo Quaresma in de verlenging. Het was de eerste nederlaag onder bondscoach Čačić; van de eerdere tien interlands werden er acht gewonnen en twee gelijkgespeeld.
| Interlands Kroatië onder leiding van Ante Čačić | Interlands Kroatië onder leiding van Ante Čačić | Interlands Kroatië onder leiding van Ante Čačić | Interlands Kroatië onder leiding van Ante Čačić | Interlands Kroatië onder leiding van Ante Čačić |
| №                                               | Datum                                           | Wedstrijd                                       | Uitslag                                         | Competitie                                      |
| ----------------------------------------------- | ----------------------------------------------- | ----------------------------------------------- | ----------------------------------------------- | ----------------------------------------------- |
| 1                                               | 10 oktober 2015                                 | Kroatië – Bulgarije                             | 3 – 0                                           | Kwalificatie EK 2016                            |
| 2                                               | 13 oktober 2015                                 | Malta – Kroatië                                 | 0 – 1                                           | Kwalificatie EK 2016                            |
| 3                                               | 17 november 2015                                | Rusland – Kroatië                               | 1 – 3                                           | Vriendschappelijk                               |
| 4                                               | 23 maart 2016                                   | Kroatië – Israël                                | 2 – 0                                           | Vriendschappelijk                               |
| 5                                               | 26 maart 2016                                   | Hongarije – Kroatië                             | 1 – 1                                           | Vriendschappelijk                               |
| 6                                               | 27 mei 2016                                     | Kroatië – Moldavië                              | 1 – 0                                           | Vriendschappelijk                               |
| 7                                               | 4 juni 2016                                     | Kroatië – San Marino                            | 10 – 0                                          | Vriendschappelijk                               |
| 8                                               | 12 juni 2016                                    | Turkije – Kroatië                               | 0 – 1                                           | EK-eindronde                                    |
| 9                                               | 17 juni 2016                                    | Tsjechië – Kroatië                              | 2 – 2                                           | EK-eindronde                                    |
| 10                                              | 21 juni 2016                                    | Kroatië – Spanje                                | 2 – 1                                           | EK-eindronde                                    |
| 11                                              | 25 juni 2016                                    | Kroatië – Portugal                              | 0 – 1                                           | EK-eindronde                                    |
| 12                                              | 5 september 2016                                | Kroatië – Turkije                               | 1 – 1                                           | WK-kwalificatie                                 |
| 13                                              | 6 oktober 2016                                  | Kosovo – Kroatië                                | 0 – 6                                           | WK-kwalificatie                                 |
| 14                                              | 9 oktober 2016                                  | Finland – Kroatië                               | 0 – 1                                           | WK-kwalificatie                                 |
| 15                                              | 12 november 2016                                | Kroatië – IJsland                               | 2 – 0                                           | WK-kwalificatie                                 |
| 16                                              | 15 november 2016                                | Noord-Ierland – Kroatië                         | 0 – 3                                           | WK-kwalificatie                                 |
| 17                                              | 11 januari 2017                                 | Chili – Kroatië                                 | 1 – 1                                           | China Cup                                       |
| 18                                              | 14 januari 2017                                 | China – Kroatië                                 | 1 – 1                                           | China Cup                                       |
| 19                                              | 24 maart 2017                                   | Kroatië – Oekraïne                              | 1 – 0                                           | WK-kwalificatie                                 |
| 20                                              | 28 maart 2017                                   | Estland – Kroatië                               | 3 – 0                                           | Vriendschappelijk                               |
| 21                                              | 27 mei 2017                                     | Mexico – Kroatië                                | 1 – 2                                           | Vriendschappelijk                               |
| 22                                              | 11 juni 2017                                    | IJsland – Kroatië                               | 1 – 0                                           | WK-kwalificatie                                 |